# Ruth Benedictová
Ruth Fulton Benedictová (5. června 1887 New York – 17. září 1948 New York) byla americká kulturní antropoložka, představitelka kulturního relativismu. V letech 1919–1923 studovala na Columbia University u Franze Boase, který ji podstatně ovlivnil. Zabývala se srovnávacím studiem kultur amerických indiánů, obyvatel tichomořských ostrovů a za války zejména Japonska. Její přístupný a popularizační způsob psaní, bytostný odpor ke každé formě rasismu i relativistické pojetí kultury ji učinily velmi populární v 60. letech.

## Život
Narodila se jako Ruth Fultonová 5. června 1887 v Shenango Valley, New York City. Její matka Beatrice Shattuck Fultonová pracovala jako učitelka a její otec, Frederick Fulton byl homeopatický lékař a chirurg. O dva roky později se narodila její sestra Margery Fultonová. Rodina žila na farmě rodičů Beatrice Fultonové v údolí Shenango. Ruth byla učenlivá a plachá, což se později připisovalo tomu, že byla částečné hluchá kvůli spalničkám, které měla když byla batole.
V roce 1889 jí zemřel otec na neznámou infekci, kterou chytil při jednom z jeho lékařských výzkumů. Smrt otce Ruth velmi poznamenala. Kvůli tomu, že zemřel, když byla ještě malá, znala ho spíše jen z vyprávění jejích tet. Jak sama zmiňuje v biografii od Margareth Mead: „Ztotožňovala jsem ho se vším klidným a krásným, co mi přišlo do cesty... “ Naopak vztah s její matkou nebyl ideální. Podle všeho proto, že jí vadil její žal po smrti manžela, která jí velmi zasáhla a její starost a obavy o maličkosti.
V letech 1895–1900 navštěvovala Norwich Public School. Z farmy se pak Ruth se svou matkou, sestrou a tetami přestěhovaly do města Buffalo ve státě New York. Tam začala v roce 1901 studovat na St. Margaret ‘s Academy. Se sestrou nastoupila na Vassar College, vysokou školu, kde studovala i jejich matka. Studium literatury na Vassar College Ruth Fultonová dokončila v roce 1909. Po ukončení studia se Ruth vybrala s kamarády cestovat po Evropě. Po návratu učila v letech 1911–1914 na dívčích internátních školách v Kalifornii. Tato léta pro ni byla velmi těžká, protože trpěla depresemi a osamělostí. V roce 1914 se rozhodla vrátit na rodinnou farmu. Chtěla si odpočinout a také se naplno věnovat svému psaní poezie a beletrie, kterou psala celý život. V tom jistém roce se vdala za Stanleyho Benedicta, profesora biochemie na Cornell University na Long Islandu, kam se novomanželé přestěhovali. Kromě péče o domácnost se Ruth věnovala sociální práci a psaní. Děti nikdy neměla, jelikož byla neplodná. Zjištění tohoto faktu bylo pro oba novomanžele zdrcující a jedním z důvodů postupného odcizení manželů a pozdějšího rozchodu v roku 1930.

Při touze rozvíjet kariéru začala v roce 1919 chodit na přednášky na The New School for Social Research v New Yorku, kde začala její vášeň pro antropologii. V roce 1921 nastoupila na Kolumbijskou univerzitu, kde se seznámila s profesorem antropologie Franzem Boasem, který se pro ni stal otcovskou osobností a také jí pomohl urychlit získání doktorátu z antropologie v roce 1923 a vydání jejích dvou monografií. Téhož roku začala přednášet na Kolumbijské univerzitě, avšak bez výplaty. Ve 20. letech dvacátého století Ruth Benedictová Fultonová bydlela v týdnu s kolegyní v bytě na Manhattanu a o víkendech se vracela za manželem do domu na předměstí Bedford Hills. Navštěvovala kurzy, psala, chodila na antropologické přednášky, vyučovala. Ve volném čase chodila ráda na čaj s přáteli, do divadla nebo do galerie. Také podnikla terénní výzkum indiánů Serrano a indiánů Pueblo. Teprve až v roce 1923 se stala docentkou antropologie na Kolumbijské univerzitě. Řádnou profesorkou na Kolumbijské univerzitě se nakonec stala až na sklonku života v roce 1948. Dva měsíce na to zamřela na infarkt.
I naše vlastní kultura si musí uvědomit, že je jen jednou mezi mnoha různými možnostmi utváření lidské kultury.
R. Benedictová, Kulturní vzorce.

## Kariéra v antropologii
V roce 1919 začala chodit na New School for Social Research, kde ji vliv Elsie Clews Parsons a Alexandera Goldenweisera na antropologických seminářích přivedl roku 1921 ke studiu antropologie u Franze Boase na Kolumbijské univerzitě. Brzy se stala velmi dobrou studentkou a Franz Boas si ji najal jako svoji asistentku. V roce 1923 získala doktorát za svou disertační práci nazvanou „Koncepce strážného ducha v Severní Americe“. Ve své práci pojednává o kulturních aspektech jednotlivých náboženských zkušeností. Tato práce byla počátkem její práce o indiánských kulturách.
V roce 1924 začala učit na Kolumbijské univerzitě. kde zůstala jako lektorka až do roku 1932. V roce 1937 byla jmenována výkonnou ředitelkou katedry antropologie na Kolumbijské univerzitě. V roce 1941 založila Institut pro mezikulturní studia. Tam začala studovat evropské a asijské kultury, které sponzoroval Úřad pro válečné informace. Svou nejprodávanější knihu Chryzantéma a meč napsala v roce 1946 na základě údajů nashromážděných během tohoto období. V roce 1947 sloužila jako prezident Americké antropologické asociace a obdržela výroční cenu Americké asociace univerzitních žen za úspěch. Získala finanční prostředky na velký projekt Columbia University Research in Contemporary Cultures, který jí umožnil cestovat do Evropy, aby z první ruky viděla, jak přesná byla její kulturní hodnocení v Československu, Polsku, Holandsku a Belgii.
Ve svých pracích se Benedictová inspirovala Franzem Boasem. Franz Boas, často považovaný za otce americké antropologie, inicioval „kulturní relativismus“, myšlenku, že žádná kultura není méněcenná, včetně takzvaných „primitivních kultur.“ Ruth Benedictová byla ovlivněna vášnivým rovnostářstvím Boase a pokračovala v něm ve svém vlastním výzkumu. Věřila, že každá kultura, včetně primitivní, by měla být vnímána holisticky, se všemi jejími částmi spojenými v integrovaný celek.

## Vztah s Margaret Mead
Margaret Meadová a Ruth Benedictová byly dvě z nejvlivnějších a nejslavnějších antropoložek své doby. Poznaly se na Kolumbijské univerzitě na kurzu antropologie. Během té doby si  Ruth vytvořila blízký vztah s Margaret Meadovou. Jejich vztah ovlivnil jejich teorie týkající se role kultury v sexuálním vývoji a normálnosti heterosexuality. Ačkoli Ruth psala otevřeně o rozdílech v sexualitě v jiných kulturách, byla o svém sexuálním životě obezřetná.
Poté, co Ruth Benedictová v roce 1948 zemřela, udržovala Meadová dědictví práce Benedictové. Meadová dohlížela na projekty, publikovala a upravovala poznámky ze studií, které Benedictová během svého života shromáždila.

## Hlavní díla

#### Kulturní vzorce
Kniha Kulturní vzorce, poprvé vydána v roce 1934, je teoretickým základem pro pojem kulturní vzorce a byla běžně používána jako studijní materiál pro antropologii na amerických univerzitách.
Autorka se v knize zabývá především popisem tří rozdílných primitivních civilizací, konkrétně popisem kmene Zuniů z Nového Mexika, Dobuanů z Papuy Nové Guiney a Kvakiutlů obývající severozápadní pobřeží Ameriky. Na začátku knihy se ale ještě věnuje tomu, proč se vůbec kulturou těchto etnik zabývat a jednu kapitolu věnuje i různosti a integraci kultur. V této části popisuje, že každý jedinec si osvojuje své základní kulturní návyky, jako je třeba oblékání, chování, či přejímání role svého pohlaví, takovým způsobem, který je pro jeho kulturu charakteristický. Vyjadřuje zde svou víru v kulturní relativismus a věří tedy, že je špatné znevažovat zvyky nebo hodnoty jiné kultury a hodnotit ostatní pouze podle svých měřítek.
Při pozorování již zmíněných tří kultur Benedictová například došla k tomu, že Zuniuté kladou důraz na zdrženlivost a skromnost a naopak indiánské kultury v Severní Americe dávají přednost uvolněnosti a bezstarostnosti.

#### Chryzantéma a meč
Ve svém díle z roku 1946, Chryzantéma a meč, Benedictová shrnula výsledky svého výzkumu zaměřeného na pochopení japonské kultury. Americká antropoložka ve své knize objasňuje japonské zvyky, normy a hodnoty a vykresluje živý obraz tamější kultury. Výzkumem japonské kultury byla Benedictová pověřena v červnu 1944 Úřadem pro válečné informace (OWI), pro který v tu dobu pracovala. Jejím úkolem bylo věnovat se národní povaze nepřátelské země a porozumět tak jejich chování a postojům, a tak pomoc Spojeným státům a jejich spojencům v druhé světové válce. Výzkum proběhl na dálku, bez možnosti Japonsko v průběhu války navštívit. Japonská kultura byla tedy zkoumána pomocí jiných metod, zejména studiem různých písemných dokumentů, historických a politických zpráv, rozhovory s imigranty žijícími v USA, četbou beletrie či studiem folkloru.
Po válce Benedictová využila  poznatky z této studie a  měsíc po kapitulaci Japonska začala psát knihu, která byla následující rok vydána a dnes je považována za antropologické mistrovské dílo. Vysoce si ji cení i v samotném Japonsku, kde se pro ně kniha po válce stala důležitým pomocníkem při hledání ztracené sebejistoty a otřesené národní identity.
České vydání knihy doprovázejí tři další texty, a to předmluva japanologa Iana Burumy, podrobný portrét autorky od kulturního antropologa Martina Soukupa a doslov českého japanologa Jana Sýkory. Toto vydání navíc obsahuje i komentáře české redakce, podle které autorka ne vždy zcela pronikla do japonského kontextu.

#### The Races of Mankind: science and politics
Jedno z méně známých děl, The Races of Mankind: science and politics, vydané v roce 1943, Benedictová napsala společně se svou kolegyní z Kolumbijské univerzity, Genou Weltifshovou. Publikací tohoto díla chtěla nezisková organizace The Public Affairs Commitee zpřístupnit výsledky výzkumu ekonomických a sociálních problémů v souhrnné a nenákladné podobě s cílem napomoci porozumění a rozvoji americké politiky. Dílo je psáno jednoduchým jazykem doplněným kreslenými ilustracemi od Ada Reinhardta.
Autorky v knize odůvodňují, že všichni lidé na zemi jsou stejného původu a chtějí všechny povzbudit, aby se spojili a nebojovali mezi sebou.